# Yorck-Denkmal (Berlin)

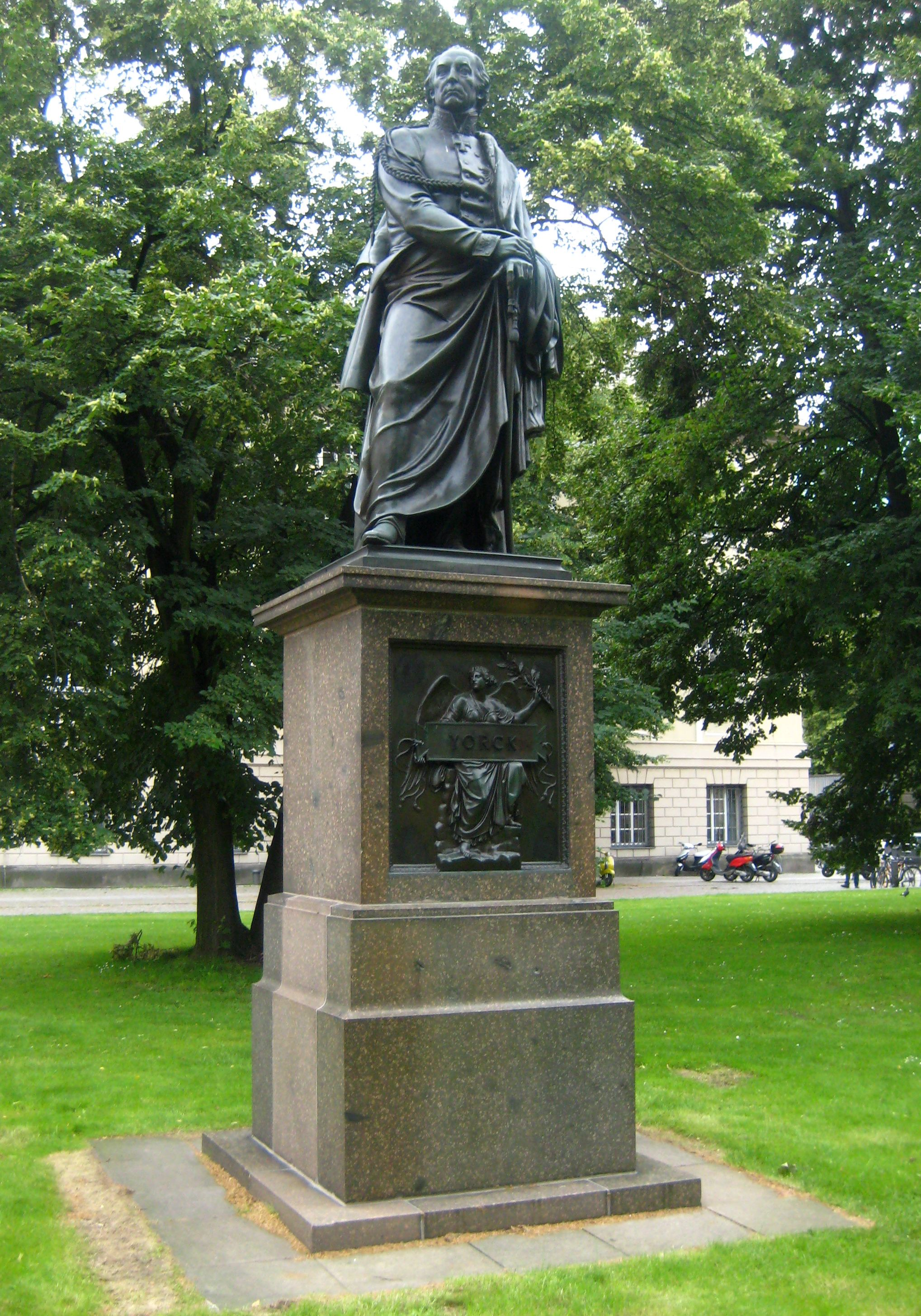
Yorck-Denkmal auf dem Bebelplatz, 2009

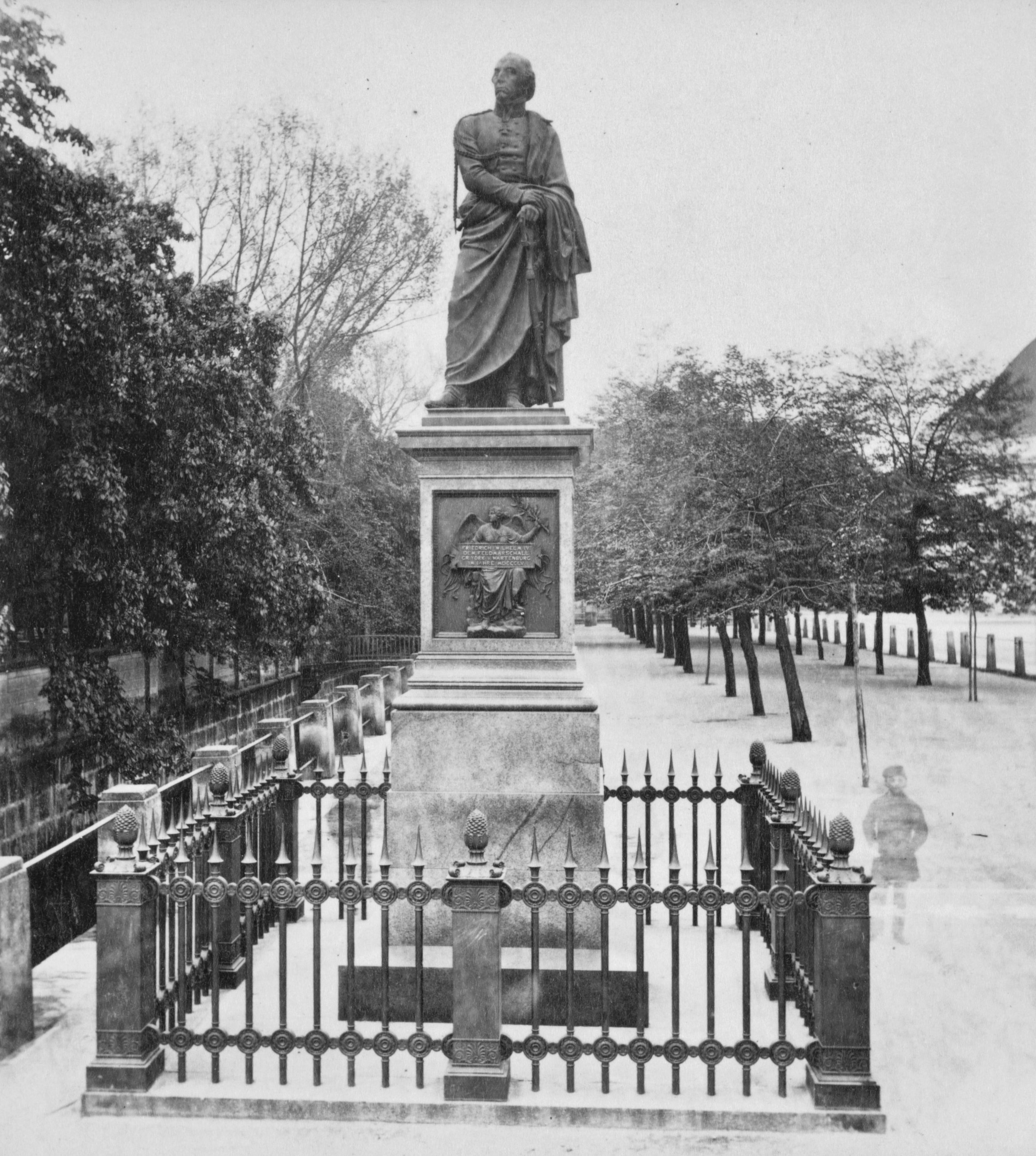
Yorck-Denkmal Unter den Linden, um 1870

Das Yorck-Denkmal auf der Grünfläche des Bebelplatzes im Berliner Ortsteil Mitte erinnert an den preußischen Feldherrn und Befreiungskämpfer Ludwig Yorck von Wartenburg (1759–1830). Geschaffen in den Jahren 1840–1855 von Christian Daniel Rauch im Stil des Realismus, gehört es zu den Werken der Berliner Bildhauerschule. Es stand bis 1950 vorn an der Prachtstraße Unter den Linden, mit der es ein Ensemble bildete, und steht seit 1963 hinten auf der Grünfläche des Bebelplatzes.

## Geschichte und Beschreibung
Das von Karl Friedrich Schinkel entworfene, von Christian Daniel Rauch ausgeführte und vom französischen Bronzegießer Claude François Lequine hergestellte Yorck-Denkmal wurde 1855 im vorderen Bereich des östlichen Opernplatzes errichtet. Dort bezog es sich auf das Blücher-Denkmal und das Gneisenau-Denkmal daneben sowie auf die Neue Wache mit dem Bülow-Denkmal und dem Scharnhorst-Denkmal gegenüber.
Die 2,65 Meter hohe Plastik zeigt Yorck in zeitgenössische Uniform gekleidet, den Kopf nach rechts gewandt. Seine linke Hand ist auf einen Säbel gestützt, seine rechte Hand darauf abgelegt. Die Bronzereliefs am Granitsockel stellen vorn die Friedensgöttin Pax mit Olivenzweig und Inschrift, hinten das Wappen des Grafen Yorck von Wartenburg dar. Stilistisch markiert das Yorck-Denkmal den Übergang vom Klassizismus zum Realismus. Es gehört zu den Werken der Berliner Bildhauerschule.
Im Zweiten Weltkrieg riss ein Bombentreffer das Denkmal trotz seiner Schutzummauerung vom Sockel, wobei es in zwei Teile zerbrach. Nach der Teilung Berlins scheiterte die Absicht des Stadtrats für Volksbildung in Ost-Berlin, Max Kreuziger, das Standbild zu verschrotten und einschmelzen zu lassen, an Einsprüchen Richard Hamanns und Hans Scharouns. Anlässlich des ersten Pfingsttreffens der FDJ ließ es die Sozialistische Einheitspartei Deutschlands (SED) am 24. Mai 1950 abräumen. Kurz darauf folgten ihm die Denkmäler für Blücher und Gneisenau. Eingelagert auf der Museumsinsel überstanden sie die nächsten Jahre mit Ausnahme des Unterkörpers des Yorck-Denkmals, der zwecks Buntmetallgewinnung im Dezember 1951 verschrottet wurde. Im Februar 1953 beschloss der Ost-Berliner Magistrat, „die Standbilder der Generale unseres Befreiungskampfes 1813“ wieder aufzustellen. Er folgte damit einer Anregung Fritz Langes, der im unmittelbaren Umfeld des SED-Vorsitzenden Walter Ulbricht tätig war. Hintergrund der Entscheidung war das Anknüpfen an die Befreiungskriege, besonders in Erinnerung an den zuvor gefeierten 140. Jahrestag der Konvention von Tauroggen, aus der die SED eine Kontinuitätslinie zur Freundschaft mit der Sowjetunion ableitete. Verzögert wurde die für 1954 geplante Wiederaufstellung der fünf Statuen durch die nötige Reparatur des Yorck-Denkmals. Im Juli 1954 endeten plötzlich die Restaurierungsarbeiten. Grund war vermutlich ihre fehlgeschlagene Finanzierung. Erst 1962 kam es zur Fortsetzung und im Jahr darauf zur sukzessiven Wiederaufstellung, vorangetrieben durch den 150. Jahrestag der Befreiungskriege. Sie waren in die Leitbilder der inzwischen gegründeten Nationalen Volksarmee (NVA) einbezogen, die 1962 die Tradition der Ehrenwache vor der gegenüberliegenden Neuen Wache aufgenommen hatte. Dabei wurden die Inschrift von „FRIEDRICH WILHELM IV / DEM FELDMARSCHALL / GR. YORK V. WARTENBURG / IM IAHRE MDCCCLV“ zu „YORCK“ verkürzt, der Sockel von 3,83 Meter auf 2,83 Meter verkleinert und die Umzäunung beseitigt. Am heutigen Ort sind die vielfältigen Bezüge des Yorck-Denkmals zur Umgebung nicht erkennbar. Über eine Wiederaufstellung am ursprünglichen Ort, etwa 50 Meter weiter vorn, wird deshalb immer wieder diskutiert.

## Bildergalerie

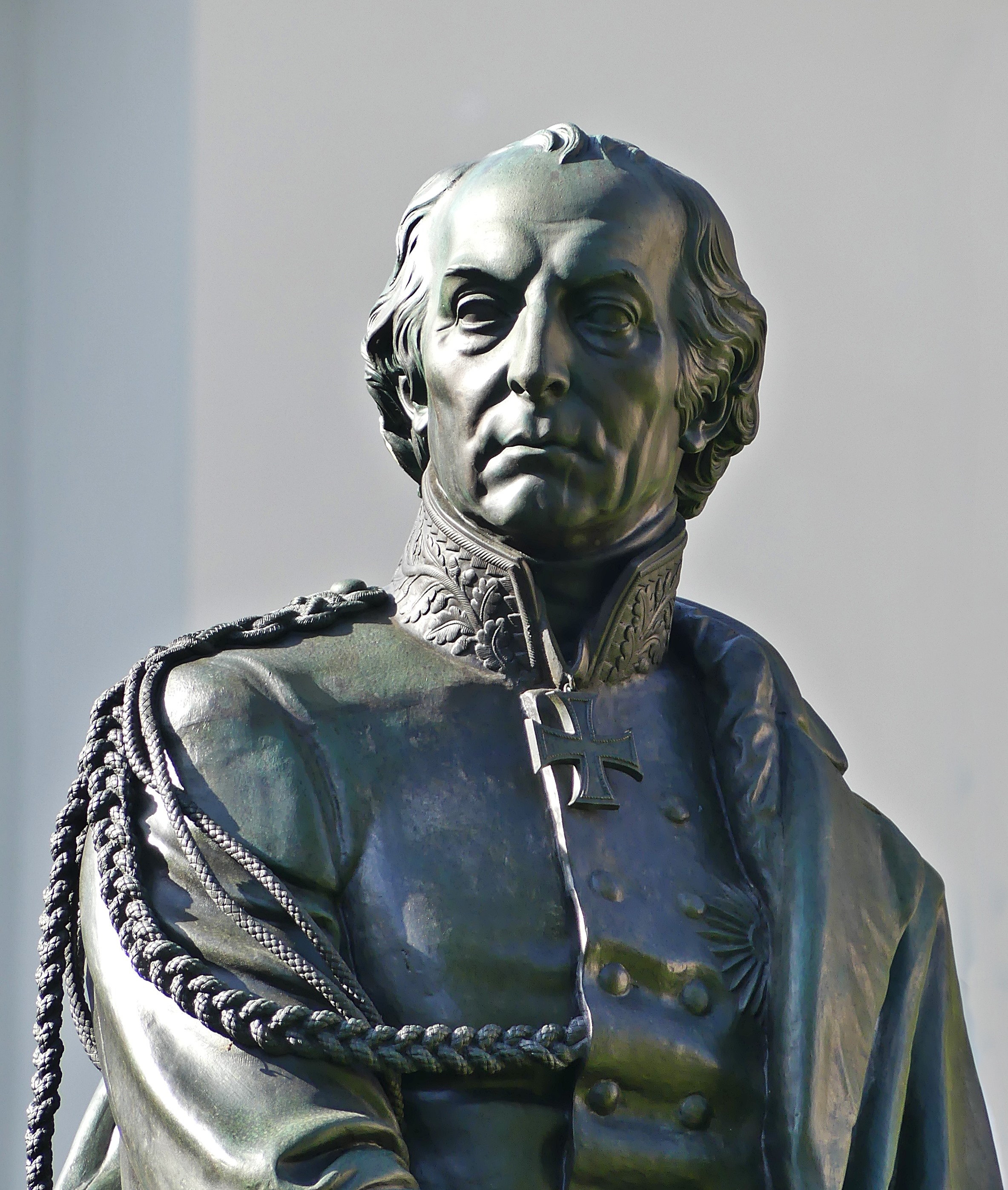
Statue von Yorck
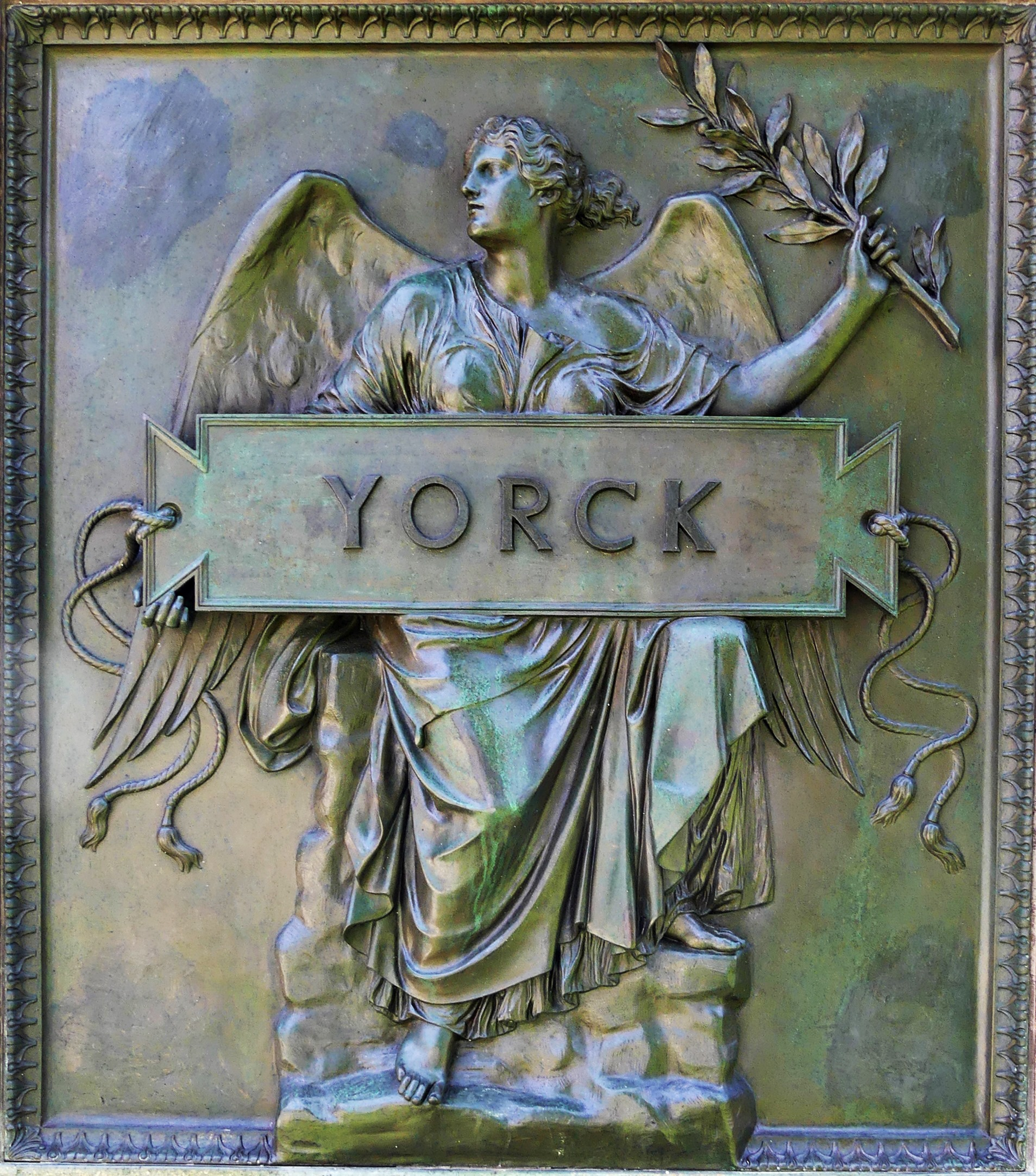
Relief mit Inschrift vorn
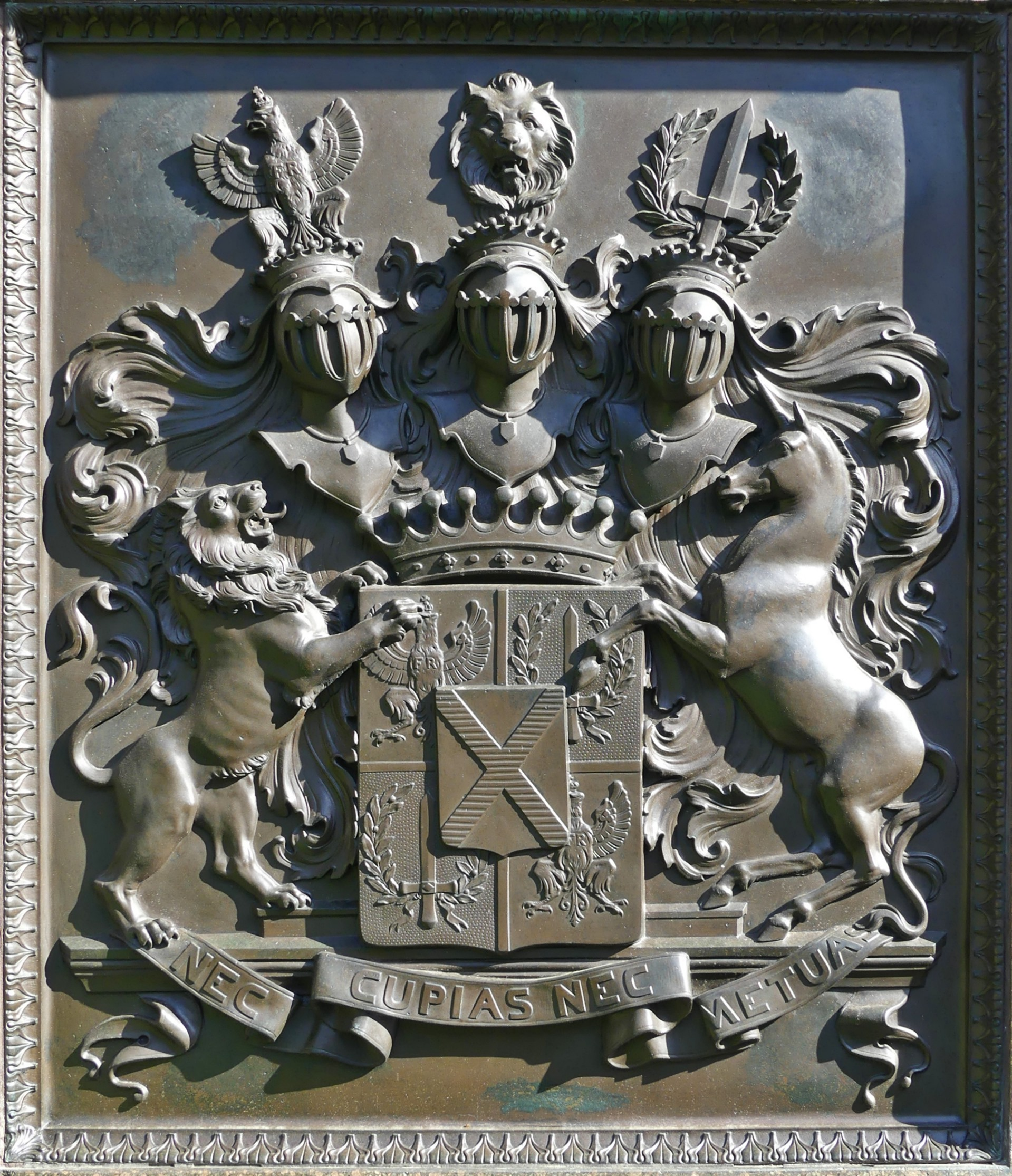
Relief mit Wappen hinten
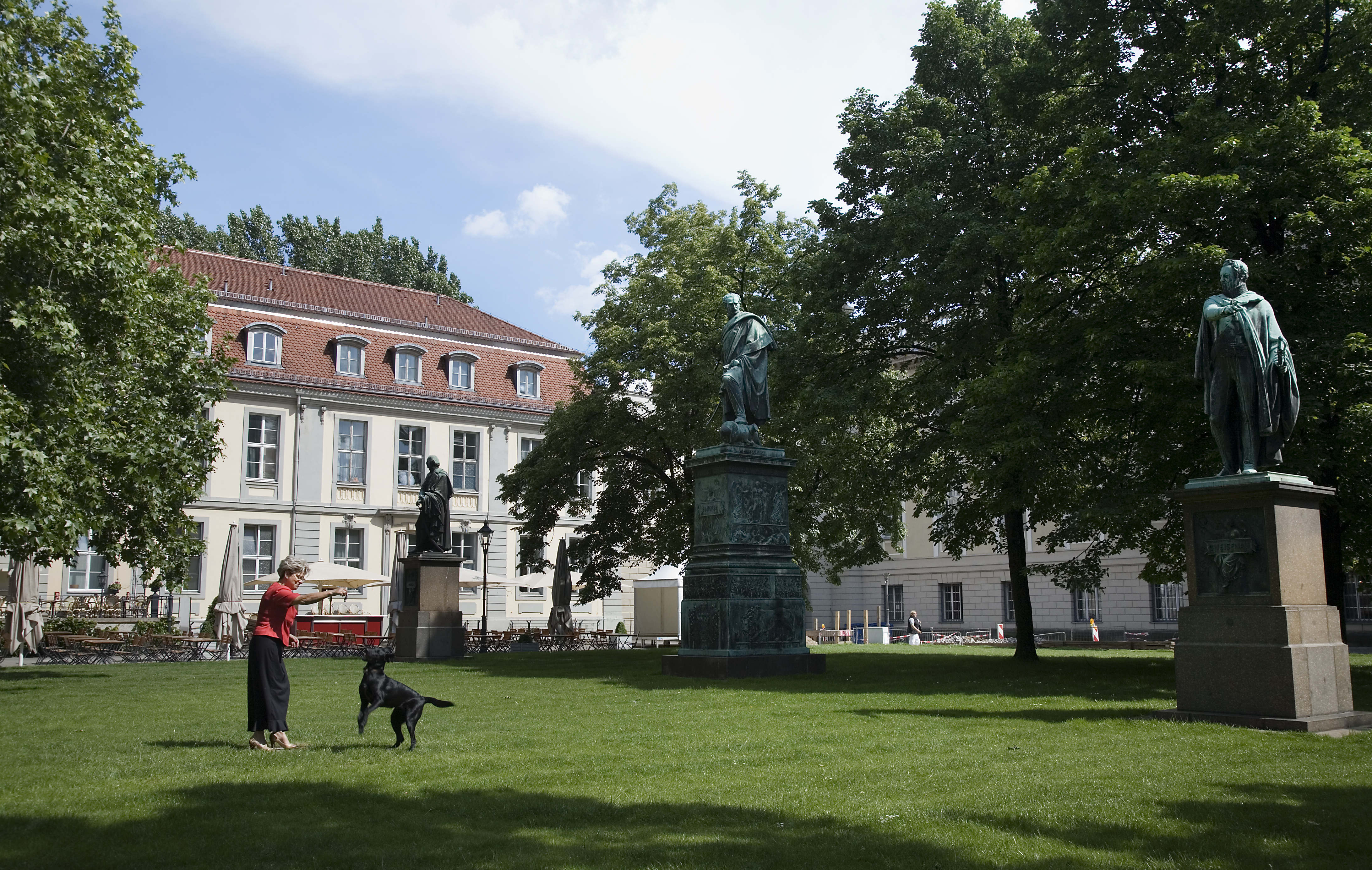
Heutiger Standort
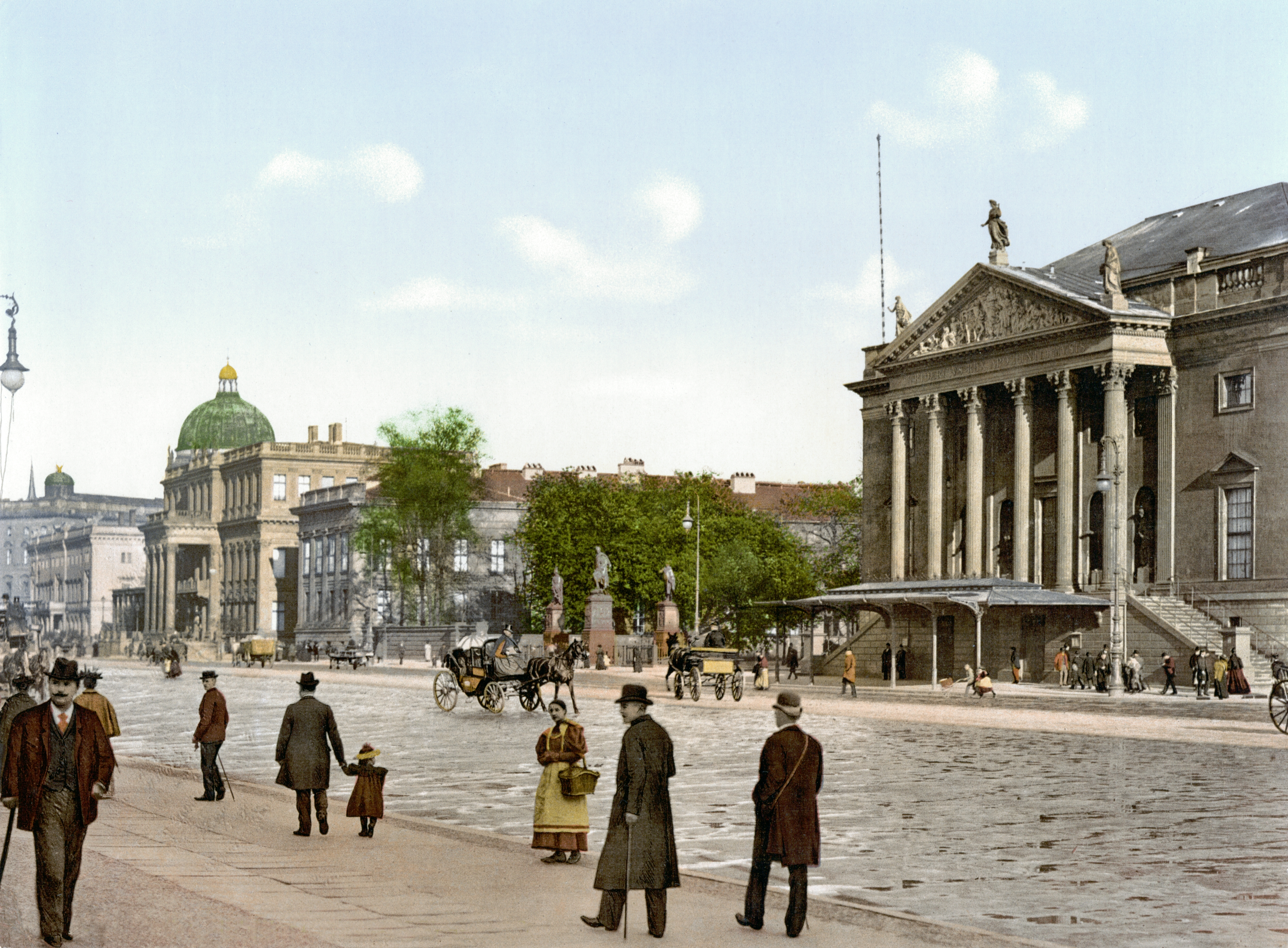
Ursprünglicher Standort
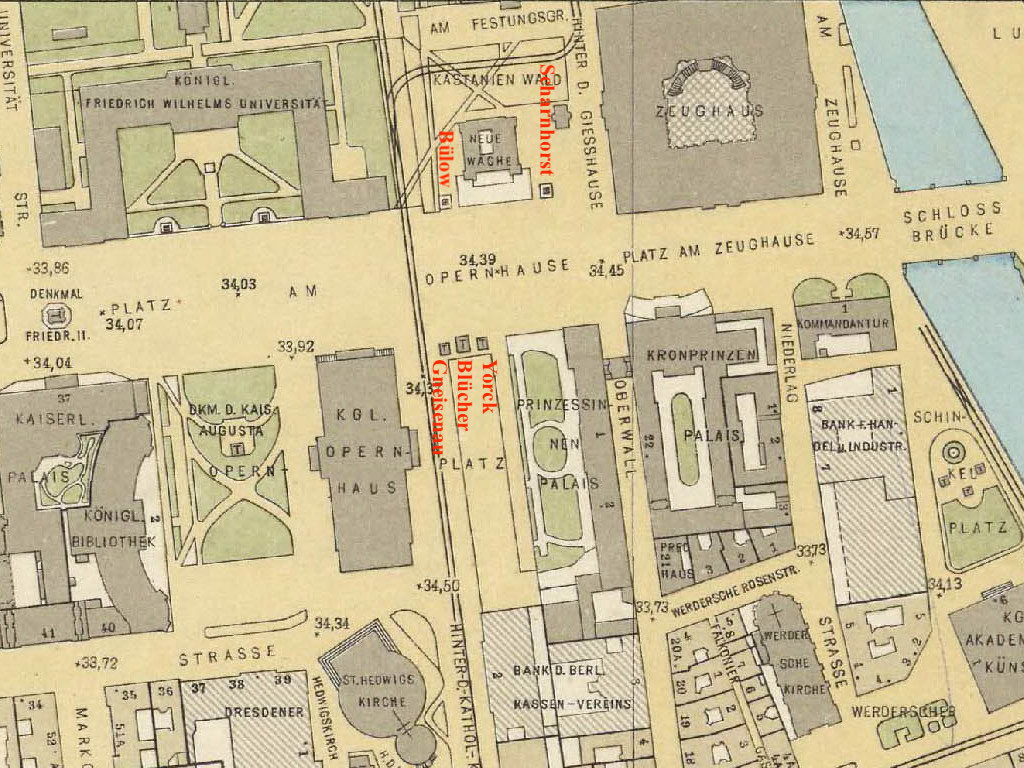
Lageplan von 1910